# Dexing
Dexing (德兴市S, DéxīngP) è una città-contea della Cina, situata nella provincia di Jiangxi e amministrata dalla prefettura di Shangrao.